# Трушове
Трушове — ботанічний заказник місцевого значення. Об'єкт розташований на території Маньківського району Черкаської області, В адмінмежах Маньківської селищної ради.
Площа — 27,2 га, статус отриманий у 2008 році.